# Eupalamus malaisei
Eupalamus malaisei är en stekelart som beskrevs av Heinrich 1980. Eupalamus malaisei ingår i släktet Eupalamus, och familjen brokparasitsteklar. Inga underarter finns listade.